# Cristo en el Monte de los Olivos (Caravaggio)
Cristo en el monte de los olivos (1605) es un óleo de Caravaggio (1571-1610). Sus dimensiones eran 154 x 122 cm. Estaba, en principio, en el Museo Bode. Más tarde pasó a la Gemäldegalerie, ambos lugares sitos en Berlín, Alemania. Fue destruido a consecuencia de los bombardeos de la Segunda Guerra Mundial, en 1945. Únicamente quedan muestras fotográficas del cuadro.

## Análisis
La autenticidad de la pintura ha sido disputada, pero un elemento que contribuye a afianzar su autoría de Caravaggio es un catálogo hallado en Nápoles. Propiedad de Vicenzo Giustiniani, mecenas del pintor, una obra tiene la misma descripción y tamaño idéntico a ésta. En el catálogo también se hallan San Jerónimo escribiendo y San Jerónimo en meditación, datados por la misma fecha.
El tema se menciona en el Nuevo Testamento, específicamente en el Evangelio de Mateo, «Oh, no habéis podido velar conmigo una hora. Velad y orad, que el Hijo del Hombre está presto a ser entregado». Poco después llega Judas Iscariote, para prender a Jesús. En la figura aparecen Juan el Evangelista y Santiago el Mayor.
Este cuadro formó parte de una serie de pinturas ortodoxas para el cardenal Benedetto, que incluyeron La coronación de espinas, La incredulidad de Santo Tomás y los trabajos sobre San Agustín, San Jerónimo y María Magdalena, hoy perdidos.